# FANS (Unternehmen)
FANS ist ein tschechischer Kühlturmhersteller im Besitz des tschechischen Unternehmers Rostislav Žoudlík. 
Das Unternehmen ist in Europa und Asien aktiv. 2013 erwirtschaftete FANS 80 % seines Umsatzes in Russland und Kasachstan. 2015 waren Belarus (Firma Naftan) und Indien (Kraftwerk Nabinagar) die wichtigsten Kunden.
Die Produktion findet in Hlinsko v Čechách statt.